# Filmul românesc până în 1948
Filmul românesc ca formă de exprimare în mass-media, a apărut imediat după apariția invenției fraților Lumière, prima peliculă filmată fiind „Parada regală de la 1897” , fiind socotită ca primul film documentar. 
Filmul românesc ca artă s-a născut ca o realitate afectivă. A continuat să existe ca o aspirație, uneori eroică și plină de candoare, impresionantă ca entuziasm în ceace putea fi cultivarea filmului ca artă cutezătoare și modernă, în posibilitatea de dialog internațional.
A existat delungul timpului tocmai acestui entuziasm dublat de multe, multe iluzii pecuniare, dar care nu au putut înfrâna apariția, dezvoltarea și impunerea alături de alte cinematografii și a cinematografiei românești, a filmului românesc.
Doar atunci când statul a ajuns la concluzia că se află în posesia unui puternic mijloc de influență și de propagandă în rândul maselor, a ajutat și folosit din plin promovarea filmului românesc.
Vitregiile timpului și-au pus amprenta și asupra peliculelor românești. Zeci de titluri au fost distruse sau s-au pierdut pentru totdeauna. Pentru acele filme, ne-au mai rămas la dispoziție doar amintiri, articole și poze publicate în ziarele vremii. Din 1965 Arhiva Națională de Filme (A.N.F.) a depus eforturi serioase spre a restabili istoria înnegurată a începuturilor filmului românesc, în paralel cu memoriile și cercetările particulare întreprinse de mari iubitori ai filmului precum criticii de film Ion Cantacuzino, D.I.Suchianu,Lazăr Cazavan, Dana Duma, Oltcea Vasilescu, Tudor Caranfil, prozatori ca Romulus Rusan, regizorii Jean Mihail și Jean Georgescu. Acest articol încearcă să prezinte cât mai exact rezultatul studiilor lor.

## Începuturi
Printr-o notă a ziarului „L'Indépendance Roumanie” (publicație în limba franceză) din 4 iunie 1896, redactorul Mișu Văcărescu (coborâtor din boierii Văcărești) își anunță snobii cititori că luni 27 mai 1896, la sediul ziarului din Calea Victoriei, pe holul de la etajul I, a avut loc o reprezentație a „minunii secolului”.
„Cinematograful, această senzație a zilei, a fost trimis să încânte Bucureștiul” de celebrul impresar al Adelinei Pati și al Eleonorei Duse, domnul Schurmann, iar ziarul „L'Indépendance Roumanie”, a fost gazda și patronul primelor reprezentații cinematografice în București.
Pentru scurt timp cinematograful se mută în sala cea mare din clădirea de pe bulevardul „Eforiei Spitalelor Civile”, apoi în sala „Hugues” ( vis-a-vis de vechiul Teatru Național) iar după o vacanță de vară din nou în localul ziarului „L'Indépendance Roumanie”. De această dată cu spectacole permanente, atracția mondenă devenind un spectacol popular al bucureștenilor.
Prima peliculă filmată în România prezintă o actualitate: parada regală de la 10 mai 1897 (A.N.F. Arhivat în 26 ianuarie 2008, la Wayback Machine.)
Un lucru demn de remarcat este faptul că doctorul Gheorghe Marinescu, dându-și seama de importanța cinematografului în lumea științifică medicală și nu numai, cu sprijinul fraților Lumiere, va realiza niște filmulețe pe teme medicale. Dacă până în 1975 aceste filme au fost mai mult niște legende, în acel an un reporter TV pe nume Cornel Rusu, le descoperă într-un fișet metalic la spitalul care poartă numele celebrului medic. Filmele au fost realizate în perioada anilor 1898-1899.( A.N.F. Arhivat în 26 ianuarie 2008, la Wayback Machine.)
Senzația reprezentațiilor cinematografice bucureștene era filmul „Sosirea trenului în gară”. Pentru înnoirea programelor curând se vor prezenta imagini din țară filmate de operatorul francez Menu unul din cei angajați de frații Lumiere pentru răspândirea și exploatarea invenției. Primele vederi filmate românești au fost prezentate pe 23 iunie (după alte surse 8 iunie) 1897, redând imagini ale inundațiilor de la Galați, vapoarele flotei române pe Dunăre, scene de pe hipodromul Băneasa. Putem spune că actualitățile cinematografice românești au o veche tradiție. În total, Paul Menu a filmat în România 17 subiecte, dintre care se mai păstrează și astăzi două, în catalogul Lumière, la nr. 551 și 552. În Macedonia, frații aromâni Manakia fac carieră cu reportajele lor de actualități, sociale și etnografice ( A.N.F. Arhivat în 26 ianuarie 2008, la Wayback Machine.).
Dar,...  „De vânzare un cinematograf Lumiere cu 12 vederi, dintre care 6 din țară și 6 din străinătate echipat pentru a lua vederi noi” („L'Indépendance Roumaine” din 16 martie 1898 ). Epuizarea curiozității spectatorilor față de cinema care se manifestase și în occident, se manifestă și la publicul bucureștean.
Aparatul este cumpărat de cineva, însă spectacole de cinema nu se vor mai da până în 1905. Atunci, cineva cu numele de Oeser, apoi „demonstratorul” Kuperman, „distinsul electrician A.C.Bottez” și mulți alți anonimi, vor relua reprezentațiile cinematografice. Spectacolele au fost prezentate în sălile „Edison”, „Eforie, „Teatrul Liric”, „Circul Sidoli”.
În 1906-1907, la circul Sidoli din Iași, se înființează prima sală de cinematograf din România în care se puteau face proiecții cu caracter permanent și unde au rulat primele filme românești.
Prima sală de cinematograf construită este sala „Volta” din București, strada Doamnei și este inaugurată în mai 1909. Urmează în ianuarie 1909, cinema „Bleriot” în str. Sărindar, urmat de cinematografele  „Bristol”, „Apollo”, „Venus”. 
În Transilvania, lucrurile s-au mișcat mai rapid, astfel că la Brașov prima sală de cinematograf datează din 1901.
Programele erau formate din documentare și mici filmulețe cu artiști. Ultimele se vor mări mereu ca durată, devenind cu timpul filme, iar documentarele jurnale de actualități.
Astfel, în anul 1910, Victor Eftimiu și Aristizza Romanescu mimau o ceremonioasă promenadă pe malul mării. Presa vremii scrie: „Fără scenariu scris, cei doi protagoniști, alcătuind dealtfel întreaga distribuție [...], sunt antrenați într-o liniștită discuție, căutând ca printr-o gestică sobră să nu facă notă discordantă cu minunatul decor natural...”. Pelicula nu depășea 5 minute, fiind de fapt o filmare, un filmuleț. 
Este lăudabilă activitatea acelor minunați operatori ai epocii care cu acele „minunate” aparate demodate, hârbuite uneori, cu laboratoare rudimentare de prelucrare a peliculei, cu condiții de lucru nu tocmai bune, au oferit singura „bază tehnică” pentru realizarea primelor încercări de realizarea unor producții cinematografice românești de către minunații împătimiți regizori ai noii arte.

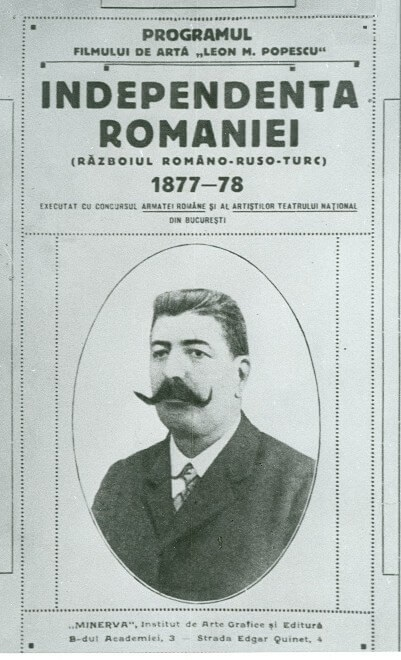
Independenţa României - Program

## Filmul românesc de ficțiune mut (1911-1930)
Primele filme românești de ficțiune sunt învăluite în aură de legendă. 
Ancheta asupra începuturilor filmului românesc, publicată în foiletonul ziarului „Cuvântul” din decembrie 1933 menționează pentru anul 1911 de o „aranjare a unei piese de teatru pentru cinematograf”, „Păpușa”, realizată de către operatorii Nicolae Barbelian și Demichelli în colaborare cu șeful trupei de actori, Marinescu. Totodată, Victor Eftimiu în colaborare cu Emil Gârleanu scriu un scenariu de film pe care îl oferă contra cost unui anume Georgescu. Acest film, numit Dragoste la mănăstire” sau „Două altare” și prezentat abia în 1914 a rulat doar opt zile. Și asta deoarece pelicula era alcătuită doar din filmările făcute în cursul a două probe pentru rol, susținute de către Tony Bulandra și Marioara Voiculescu, completate cu „titluri” și scrisori lungi.
Primul film românesc de ficțiune a fost „Amor fatal” cu Lucia Sturdza, Tony Bulandra și Aurel Barbelian, artiști ai „Teatrului Național” în regia lui Grigore Brezeanu, regizor al aceluiași teatru, fiul marelui actor Ion Brezeanu. Filmul rulează între 26 la 30 septembrie 1911 la cinema „Apollo”.

Cadru din „Înşir'te, mărgărite”

La 7 noiembrie 1911, apare filmul „Înșir'te mărgărite...” realizat după poemul lui Victor Eftimiu, care de fapt erau scene filmate în diferite locații din țară pentru completarea spectacolului cu același nume de la Teatrul Național, ceea ce s-ar numi astăzi lanternă magică. Regia este realizată de Aristide Demetriade și Grigore Brezeanu. În rolul lui Făt-Frumos, Ar. Demetriade. Acest hibrid teatru - cinematograf, a fost bine primit de spectatorii epocii.
Decembrie 1911. „Rampa” o revistă de teatru publică sub numele de „Cinematograful la Teatru” (semnat V.Scânteie) că „Maestrul Nottara e pe cale să facă o operă patriotică redând războiul României pentru Independență printr-un film,astfel că generațiile de astăzi vor învăța istoria luptelor de la 1877, iar viitorimii îi va rămâne tabloul viu al vitejiei românești”.
Directorul filialei bucureștene a casei de filme Gaumont-Paris, Raymond Pellerin, își anunță premiera filmului „Războiul din 1877-1878”, pentru data de 29 decembrie 1911. „Film” făcut la repezeală, cu o trupă de actori de mâna a doua și cu ajutorul generalului Constantinescu, comandant de divizie la Pitești, de la care obținuse figurația necesară scenelor de război, „Războiul din 1877-1878” este vizionat cu o zi înainte de către prefectul Poliției capitalei, care decide că nu corespunde cu adevărul istoric. Drept urmare, filmul este confiscat și distrus, R. Pellerin e declarat persona non grata și pleacă la Paris, iar generalul „colaboraționist” se vede mutat disciplinar într-o altă garnizoană.
5 mai 1912.Revista „Flacara” aduce la cunoștință că „după cum se știe, o seamă de artiști au alcătuit o societate al cărei scop este să fabrice filmul războiului de independență... Asemenea întreprindere merită să fie aplaudată”. Inițiatorii erau un grup de actori, C. Nottara, Ar.Demetriad, V.Toneanu, I.Brezeanu, N. Soreanu, P. Liciu, precum și tânărul Grigore Brezeanu, producător asociat și animatorul întregii acțiuni. Fiind nevoie de o sumă mare de bani pentru realizare atrag în această acțiune și pe Leon Popescu un om bogat și proprietar al „Teatrului Liric”. Din partea autorităților au primit un sprijin deosebit prin punerea la dispoziție a armatei cu toate ce erau necesare, plus consilieri militari (Pascal Vidrașcu?). S-au adus aparate, operatori străini, prelucrarea peliculei s-a făcut în laboratoare parisiene. Va fi fost Gr. Brezeanu regizorul filmlui? Din relatările timpului nu găsim vreo informație care să corespundă acestei ipoteze. Dimpotrivă, ele îl prezintă ca „animator”, producător al filmului, alături de societarii Teatrului Național și de Leon Popescu. Mai mult, se pare că el a fost cel care l-a atras pe finanțatorul întregii întreprinderi. În anul 1985, criticul de cinema Tudor Caranfil descoperă printre actele lui Aristide Demetriade și caietele de regie ale acestuia pentru „Independența României”, ceea ce îl plasează fără echivoc în postura de regizor al filmului. Așadar: Producători: Leon Popescu, Aristide Demetriade, Grigore Brezeanu, Constantin Nottara, Pascal Vidrașcu. Scenariști: Petre Liciu, C-tin Nottara, Aristide Demetriade, Corneliu Moldoveanu. Regia: Aristide Demetriade. Imaginea: Franck Daniau. Machiaj și coafuri: Pepi Machauer (vezi secvența aflată pe A.N.F. Arhivat în 26 ianuarie 2008, la Wayback Machine.)

Primii regizori români - Gr. Brezeanu şi Ar. Demetriade

2 septembrie 1912. La cinema „Eforie ”, cea mai mare sală din București are loc premiera filmului „Independența României”. Cu toate carențele lui ca jocul teatral al actorilor, erorile unei figurații nestăpânită de regie care dădea loc unor scene umoristice și alte stâgăcii ale începutului, filmul a fost bine primit de spectatori, el fiind prezentat mai multe săptămâni. Prin această realizare, prin proporțiile temei, prin distribuția aleasă, prin reale intenții artistice, prin montajul său profesionist pentru epocă, creația acestui film poate fi socotită ca primul nostru pas în cinematografie.
Însă...Însă cel care realizează acest lucru, omul care a închegat întreaga echipă, regizorul de teatru Grigore Brezeanu iese dezamăgit. Presa vremii face o reclamă ostentativă lui Leon Popescu finanțatorul filmului, care de altfel a avut grijă să îi îndepărteze pe ceilalți acționari, cumpărându-le partea, și nu realizatorilor artistici. Asta îl face pe producătorul Grigore Brezeanu să spună în interviul revistei „Rampa” din 13 aprilie 1913 : „Visul meu ar fi fost să întemeiez o casă mare de filme. M-am încredințat că aceasta e imposibil. Lipsește mai întâi un capital mare. Iar fără bani nu se poate rivaliza cu casele străine...O casă de filme, după părerea financiarilor noștri, e ceva în afară de artă, ceva de domeniul agriculturii sau al C.F.R. Am renunțat deci, cu mult regret, la visul acesta.”
Dar...Dar Leon Popescu după apariția unor producții așa zise de „film românesc”, girate de casa „Pathe -Freres” cu artiști de mâna doua, de fapt niște combinații de filme străine cu scene filmate în care apar actori români (se prezentau pe scena cinematografului, sub formă de teatru jucat de actori „în carne și oase” cuplate cu filmările făcute cu aceeași actori), cunoscut sub denumirea de cinemasketch, răspunde cu un plan mare de ofensivă, creând societatea „Film de artă Leon Popescu” în anul 1913.
Colaborând cu trupa Marioarei Voiculescu unde activau simpatizații actori C.Radovici, Ion Manolescu, G.Storin, vor scoate pe piață producțiile :  „Amorul unei prințese” (1913), „Răzbunarea” (1913), „Urgia cerească” (1913), „Cetatea Neamțului” (1914), „Spionul"” (1914), cu excepția penultimei toate dovedindu-se a fi mult sub așteptări.
Este de menționat că la sfârșitul anului 1913 mai apare un film românesc, „Oțelul răzbună”, regizat de către Ar. Demetriade - director ,în același an, și al unei alte pelicule: „Scheci cu Jack Bill”. Filmul este finanțat în regie proprie, cu ajutorul substanțial al prof. Gh. Arion (8.000 lei). Pelicula de 40 de minute a adus critici favorabile și s-a bucurat de un mare succes. Astăzi se mai păstrează la A.N.F. doar o bobină, însumând un minut de proiecție, dar care din fericire îi surprinde pe toți actorii principali în prim-plan. Producător: Gh. Arion. Regia și montajul: Ar. Demetriade. Imaginea: Fr. Daniau. Cu: Aristide Demetriade, Andrei Popovici, Marioara Cinsky, Țacovici-Cosmin, N.Grigorescu, Petre Bulandra și Romald Bulfinsky.
Societatea lui Leon Popescu fuzionează la sfârșitul anului 1914 cu societatea „Cipeto” cu scopul de a importa aparate de proiecție de format mic și totodată de a închiria filmele realizate de compania Marioarei Voiculescu terților.
În timpul primului război mondial, producția de film este concentrată pe documentare și reportaje de actualități. Au fost mobilizați puținii operatori români, iar în timpul retragerii în Moldova s-au salvat toate camerele de filmat existente în țară. Sunt filmați M.S. Ferdinand I pe front, împreună cu generalii Constantin Prezan și Alexandru Averescu, iar regina Maria în spitale, aducând alinare suferinzilor. Puține secvențe s-au păstrat din miile de metri filmați. O parte dintre acestea vor fi folosite mai târziu, în filmul „Ecaterina Teodoroiu” realizat în1930). ( aici)
După primul război mondial pe plan internațional producția cinematografică se dezvoltă pe măsura interesului oamenilor de afaceri față de noua industrie. Apar noi studiouri dotate cu aparatură performantă și specialiști bine pregătiți în noua tehnică, sunt atrași regizori și artiști cunoscuți de marele public, de asemeni sunt atrași scenariștii cu renume. Se caută piață de desfacere a produsului finit filmul, care prin rețeta de casă realizată să aducă profit și refinanțarea altor producții. Cinematografiile cu resurse puternice din punct de vedere financiar, ajung să stăpânească piața distrugând firavele cinematografii naționale.
În acest context, o producție de film românesc este ceva de vis. Cele circa 250 de săli existente în acea epocă în România, nu puteau realiza măcar suma necesară realizării unui film, profitul ne mai punându-se în calcul. De asemeni nu existau cadre tehnice de specialitate, actorii noștri erau necunoscuți în străinătate pentru a putea fi vândută producția. Nici statul nu acorda nicio atenție producției de filme. Singura preocupare era de a încasa impozitul pe spectacole, destul de consistent, el reprezentând la un moment dat 2/3 din acest tip de impozite.(Acest lucru s-a întâmplat și în comunism când impozitul pe spectacol încasat de la rețeaua de distribuție a filmelor, acoperea toate cheltuielile Consiliului Culturii și Educației Socialiste, inclusiv producția de filme.)
Și la toate aceste se mai adaugă și alte două nenorociri: Leon Popescu moare în 1918, după ce „studioul” ( de fapt niște instalații improvizate în niște magazii ) din curtea „Teatrului Liric” ia foc, iar din toate filmele printr-o minune este salvată doar o copie din „Independența României” (și aceasta parțială, lipsesc cca. 20 minute). (După alte versiuni ale epocii, într-o criză de nervi provocată de insuccesele filmelor sale, Leon Popescu dă foc propriului depozit de filme și se stinge din viață la scurt timp după aceea...)
În 1920 o casă de filme, „Soarele”, începe producția „Pe valurile fericirii” având în distribuție o artistă străină, Lya de Putty și actorii români Maria Filotti, Ion Manolescu, Gh. Storin, Al.Mihalescu și Tantzi Cutava -Barozzi. Regia Dolly A.Sigetti. Scenariu era după o piesă de K.Williamson. Filmul nu va fi finalizat niciodată. Câteva secvențe au fost totuși prezentate sub formă de reclamă.
Anul 1921, este anul nașterii primului film de animație românesc, mai precis al primului desen animat, conceput de Aurel Petrescu și numit „Păcală pe lună”. Surprinzător este faptul că toate filmele de animație ale acestui regizor și desenator, care merg până în epoca filmului sonor, sunt dispărute. Dovedind anticipație, Aurel Petrescu a realizat un album cu circa 80 de cadre, care se află astăzi în posesia A.N.F. și din care putem să ne facem o idee asupra tehnicilor folosite de către acesta în animație. Unele fotograme prezintă pe margine și banda neagră corespunzătoare sunetului înregistrat, ceea ce a îndreptățit cercetătorii să afirme că în ultima perioadă, desenele animate ale lui A. Petrescu
aveau sonor.

Cadru din "Ţigăncuşa de la iatac"

Intră în această vâltoare numită cinematograf și Jean Mihail, unul din pionerii cinematografiei românești prin participarea ca asistent de regie pe lângă germanul Alfred Hallm, regizor al filmului „Țigăncușa din iatac”. Filmul realizat în locații ca palatul Mogoșoaia, mănăstirea Pasărea, Vila Minovici, are la bază un scenariu de Victor Beldiman după o nuvelă de Radu Rosseti. Este o coproducție „Spera-Film” - Berlin și „Rador-Film”-București. Interpreți: Dorina Heller, Elvira Popescu, Ion Iancovescu, Mitzi Vecera, Tantzi Elvas, Ecat.Vigny, Leon Lefter, Petre Sturdza, Petrescu Muscă. Premiera 30 decembrie 1923. Filmul este din păcate pierdut astăzi.
Obsesia constantă a realizatorilor români de film a fost în permanență resursele financiare. Lipsa unui „Leon Popescu”, un om cu bani pe care să-i investească în producția de film, a făcut ca regizorii și cei câțiva actori pasionați ai noii arte, să caute finanțatori tot așa de pasionați și dezinteresați. Așa a găsit și tânărul actor-regizor Jean Georgescu în anul 1925 un pensionar, care din motive mai mult sau mai puțin artistice, își investește economiile în realizarea unui film, numit „Năbădăile Cleopatrei”. Regia debutantul Ion Șahighian, actori Jean Georgescu,Ion Finteșteanu, A.Pop Marțian, Al.Giugaru, N Soreanu, Brândușa Grozăvescu și alții. Premiera 5 octombrie 1925 la cinema „LUX”. In același mod realizează Jean Georgescu și filmul „Milionar pentru o zi” (1925) într-un cabaret din București din dorința de reclamă pentru local a proprietarului.
Jean Mihail realizează „Lia” (1927), pe un scenariu și produs de Mircea Filotti, finanțat de un afacerist german care voia să îndeplinească dorința soției, o actriță de teatru cu gândul să se vadă vedetă de film. Tot în același mod din dorința unei doamne de a se vedea pe generic ca director de producție, realizează la Viena în anul 1928 filmul „Povara”.
Marcel Blossoms și Micu Kellerman realizează la cererea unei firme care vindea cafea, aparate de radio, și altele ,filmul „Lache în harem”(1927). 
Alteori, tot din cauza lipsei de bani, cinematografiștii se asociau într-o cooperativă: unul cu aparatul de filmat, altul cu laboratorul, altul cu scenariul, altul cu regia, actorii se lămureau ușor din dorința lor de a se vedea pe ecran, plus găsirea unui creditor dispus să le dea cu împrumut niște bani cu asigurarea că-i vor fi returnați după „marele succes al premierei”.Așa au apărut sub regia lui Jean Mihail „Păcat” (1924), „Manasse” (1925). Actorul Ghiță Popescu realizează ca regizor „Legenda celor două cruci” (1925), „Vitejii neamului” (1926), „Năpasta” (1927]]). Jean Georgescu, realizează „Maiorul Mura” (1928), prin realizarea unei colecte între prieteni.
Atracția ecranului, dorința vie de a se afirma în noua artă a dus la organizarea unor școli de cinematografie. Din taxele de participare s-au finanțat și producția unor filme. Bineînțeles că participanții la cursuri erau actori neplătiți, fapt ce duce la folosirea unei distribuții numeroase. Casa de filme „Clipa-Film” a realizat sub această formă de finanțare, producțiile „Iadeș” (1926), „Iancu Jianu” (1927), „Haiducii” (1929), „Ciocoii” (1930) și, mai târziu, „Insula Șerpilor”(1934), penultimul cu o încercare de sonorizare, iar ultimul sonor.

„Iancu Jianu” - Cadru din film

Pe de altă parte o societate de producție de filme, denumită „Soremar” specializată în general pe documentare și actualități) realizează cu Ion Șahighian în 1928 filmul „Simfonia dragostei”. Cu regizorul Niculescu Brumă realizează filmul „Ecaterina Teodoroiu” în care apar înregistrări filmate în timpul primului război mondial cu marile personalități ale epocii precum și mama Ecaterinei Teodoroiu în rol propriu. Producțiile sunt realizate în studiourile din Viena.
Alte filme din această perioadă: „Gogulică C.F.R.” (1929) - neterminat, „Haplea” (Animație Marin Iorda) în 1928 - primul desen animat românesc ce s-a păstrat în arhivă ( A.N.F. Arhivat în 26 ianuarie 2008, la Wayback Machine.).
Realizarea acestor producții de film din punct de vedere tehnic a fost foarte dificilă. Dacă un aparat de filmat se putea găsi pe la operatorii de actualități, prelucrarea peliculei se rezolva tot cu aceștia ,problema găsirii unei locații pentru un „platou de filmare” era foarte dificilă regizorul umblând pentru acest lucru prin toate magaziile, hambarele, manejuri sau săli de dans. Uneori filmările se făcea prin diferite apartamente sau case ale unor proprietari binevoitori. Reflectoarele de obicei erau adunate de prin atelierele foto. Datorită înghesuielii din locuințe de multe ori prin vreo oglindă sau mobilier apărea reflexul refectoarelor sau imaginea operatorului cu aparatul de filmat. Cele mai bune locații erau cele oferite de diferite teatre cu condiția de a lucra noaptea. O altă soluție era să realizeze „interioarele” în „exterior”. Își amenajau „interioarele” în decoruri la lumina soarelui (renunțând astfel la reflectoare) pe un podium rotativ folosind la maximum lumina astrului zilei. Personalul tehnic față de alte cinematografii era de genul „bun la toate”, însă MESERIAȘI; operatorul era și laborant la prelucrarea peliculei, regizorul - machior, producătorul - recuziter, un actor - asistent de regie. Cât despre distribuție, aceasta se facea în funcție de bunăvoința actorului de a juca gratis. La acesta se mai adăuga faptul că lipsa de negativ, făcea ca o secvență să se limiteze la o „dublă”(o singură filmare a unei scene), oricum ar fi ieșit.
Lipsa de noutăți în domeniu din cauza lipsei materiale și uneori și informaționale, făcea ca acești împătimiți ai noii muze să lucreze după ureche, multe producții fiind slab realizate artistic.
Chiar dacă condițiile în care au lucrat și au creat acești oameni nu le-au îngăduit să se ridice la un nivel egal cu standardul contemporan pe plan tehnic, au reușit să înscrie în istoria filmului românesc o pagină frumoasă, cu toate lipsurile artstice inerente începuturilor.
Pe de altă parte, intelectualitate vremii tot mai considera arta cinematografică ca o artă de bâlci, neacordându-i importanța necesară. Este drept că și presa de specialitate era cam subțirică și uneori și neinspirată. În 1928 Tudor Vianu, arăta în articolul „Cinematograf și radiodifuziune în politica culturii”: - „Presa cinematografică...creată mai întâi pentru o sprijini interesele capitalismului cinematografic...Nu e actor cât de mediocru pe care presa cinematografică să nu-l fi proclamat stea de mărimea întâi și nu este film oricât de plicticos sau ordinar, care să nu fi fost declarat drept o realizare incomparabilă.”
La sfârștul anilor 1920, începutul anilor 1930, filmul intră și în vizorul unor scriitori și oameni de cultură ca Tudor Vianu, Liviu Rebreanu, Victor Eftimiu , Camil Petrescu, Dimitrie Gusti, care-și dau seama de acest nou fel de exprimare și de cultură. În această perioadă își face debutul criticul de film D.I.Suchianu, mai întâi în presă, apoi din 1929 la radio. Mai târziu și criticul Ion Cantacuzino.
Iată ce spune scriitorul Liviu Rebreanu despre filmul românesc:„...În graba mare înspre realizarea artei, a adevăratei arte cinematografice, sforțările românești nu pot fi nefolositoare. Oricât mijloacele noastre materiale și tehnice nu ne-au îngăduit să participăm la întrecerea popoarelor pentru noua artă, cred că trebuie să vie momentul să aducem și contribuția românească...Talentul românesc ar avea o largă posibilitate de manifestare”.
Demn de remarcat este ce spunea despre importanța celei de-a șaptea artă în anul 1930 prințesa-poet Elena Văcărescu, prințesa care ar fi trebuit să fie prima regina neaoșe a României dacă regele Carol I nu ar fi intervenit brutal în idila sa cu prințul Ferdinand: „Față de puterea pe care o are la îndemână, cinematograful trebuie să conlucreze larg..., spre cel mai mare bine al popoarelor și apropierea dintre ele,prin urmare pentru PACE”.

## Filmul românesc de ficțiune sonor (1930-1949)
Apariția filmului sonor deschide o nouă etapă în dezvoltarea cinematografiei mondiale, implicit și în firava noastră cinematografie. Apariția sonorului complică și mai mult problema spinoasă a bazei tehnico-materiale, atât la producție cât și la exploatare în săli. Concurența năruie visurile producătorilor români, astfel că...
...Numărul filmelor realizate după anul 1930 de către cinematografia românească, scade simțitor. Astfel, până în 1939, sunt realizate doar 16 filme. Majoritatea sunt „versiuni românești” a unor filme străine realizate în studiourile din Paris, Praga sau Budapesta cu câțiva tehnicieni români și participarea unor actori români. Practic s-a făcut dublarea dialogurilor. Enumerăm: filmul franco-american „Parada Paramount”, „Televiziune” -1931, dublate la Paris (vocea lui George Vraca în cel de-al doilea film), „Fum” -1931, „Trenul fantomă -1933, „Prima dragoste” și „Suflete în furtună” -1934, filme maghiare dublate la Budapesta.
Regizorul german Martin Berger, care în 1929, printr-o subvenție oficială realizase filmul mut (printre ultimele filme mute) "Venea o moară pe Siret", revine și realizează în 1930 producția după romanul omonim a lui Liviu Rebreanu, „Ciuleandra”. Acesta este socotit ca primul film sonor românesc. Filmul a fost un fiasco artistic dat fiind faptul că actorii germani cu renume au stârnit ilaritate prin accentul german al vorbirii românești. Chiar și puținii actori români ce apăreau în peliculă vorbeau neobișnuit, deoarece producătorii germani, nefiind obișnuiți cu cadența limbii noastre, impuneau o rostire rară a propozițiilor. Astfel, într-o scenă, fiul cobora o scară spunând un cuvânt la fiecare treaptă: „Ce... mai... faci... tată?”. Răspunsul suna la fel: „Bine... puiule...”!

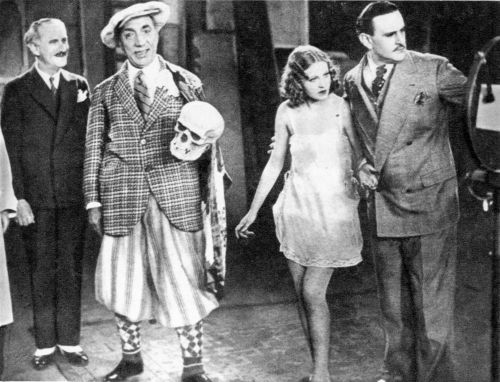
„Visul lui Tănase” - Cadru din film

Anul 1932 aduce ecranului românesc producția „Visul lui Tănase” realizată la Berlin de Constantin Tănase în regie proprie. El a fost investitorul, scenaristul, vedeta principală alături de câțiva buni actori români, iar studioul, regia, tehnicienii și o trupă de actori din partea germană.
Marii comici ai scenei românești interbelice Stroe și Vasilache reușesc cu sprijinul unui inginer român Argani, care a construise o aparatură sonoră, să realizeze singura producție integral autohtonă intitulată „Bing-Bang” (1934). Așa cum arăta distribuția, era o „humorească muzicală” după un scenariu de Argani, Stroe și Vasilache; operator I.Bartok; muzica N.Stroe și V.Vasilache; aranjamente muzicale Mihai Constantinescu și Max Halm; interpreți N.Stroe, V.Vasilache, Nora Piacenti, Grigore Vasiliu-Birlic, Titi Botez, C.Calmuschi, Silly Vasiliu, Nutzi Pantazi, Lucica Părvulescu, Richard Rang, Al.Brunetti, Al. Giovani. Premiera la 7 februarie 1935, la cinema „Arpa” (Cercul Militar din București).
Entuziaștii noștri regizori din lipsă de fonduri și interes a guvernanților au luat-o care încotro. Jean Georgescu pleacă la Paris unde își sonorizează filmul realizat în 1934, „State la București” în studiourile „Gaumont”, film realizat ca o comedie mută. Ion Șahighian, se consacră teatrului. Eftimie Vasilescu lucrează ca operator de actualități. Numai Jean Mihail mai rămâne pe poziții participând la dublarea filmelor la „Hunia-Film” Budapesta și „Barandov” - Cehoslovacia.
În această agonie a filmului românesc apare o rază de speranță. Politicienii, și nu numai de la noi, își dau seama de mare putere de influență a cinematografului în mass-media. El, cinematograful era cel care putea fi folosit în scopuri de propagandă, de influențare ideologică a maselor largi cu diferite grade de cultură. (Este bine să amintim tineretului de azi că „Marele Lenin” făuritorul statului sovietic dându-și seama de forța de propagandă a filmului spunea: „Dintre toate artele,cea mai importantă pentru noi este cinematografia”. Cinematograful putea deci să fie folosit ca o armă ideologică importantă și de el avea nevoie comuniștii în „măreața operă” de distrugere a democrațiilor ). Se dovedise astfel că munca tenace a realizatorilor de film românesc, cu toate imperfecțiunile, fusese bine primită de public, și începuse să dea dreptate celor care spuneau de suvenționarea producției de filme naționale.
Astfel, la începutul anului 1934 apare legea pentru înființarea „Fondului național al cinematografiei”. Acesta era constituit dintr-o taxă de 1 leu/bilet și 10 lei/metru de film importat. Scopul precis era de crearea bazei materiale a producției cinematografice românești (studio cinematografic, laborator, aparatură,etc) și pe măsura încasărilor ulterioare și finanțarea producției. Administararea fondului a fost atribuită unei comisii formată din prof. Tudor Vianu, prof. Alexandru Rosetti și scriitorului Ion Marin Sadoveanu. Aceste taxe au stârnit vii proteste din partea importatorilor de filme și proprietari de săli, însă oficialitățile ne cedând, curând spiritele s-au liniștit.
In urma acestei legi cineaștii noștri întră în fierbere, se fac proiecte. Un întreprinzător aduce un aparat de înregistrare sonoră Bell-Howel și inființează „Industria Română de filme sonore”, începând producerea de jurnale de actualități. Totodată cu Jean Mihail începe producția unui film documentar intitulat „România”.
Prin contribuția unui intreprinzător privat, Tudor Posmantir, se construiește în anii 1936-1937, un laborator dotat cu aparate „Debrie", numit "Ciro-film”, laborator modern de developat și copiat filme, asigurând astfel o tehnică modernă de lucru. Pe lângă el se mai construiește și un "studio", de fapt un hangan mare de lemn, dar destul de bun pentru producția unui film. Aici, Ion Sahighian, va realiza O noapte de pomină, după un scenariu deTudor Mușatescu, cu actorii George Timică și Dina Cocea, în anul 1939. Filmul a avut un mare succes de public cu o critică foarte favorabilă. Astfel s-a dovedit ce înseamnă o bună dotare tehnică.
„Fondul național al cinematografiei” prin diferite hotărâri ale guvernelor, ajunge în cele din urmă la „Oficiului de turism”, unde se înființase o secție cinematografică, pentru realizarea unor filme de propagandă turistică. Baza materială care se creează este cea cerută de scopul urmărit și dece să nu recunoaștem de bună calitate. Aparatele de filmat erau de tipul pentru reportaj, instalația de sunet portabilă montată într-un autovehicul; se începe construcția unei săli de înregistrări sonore pentru documentare realizată în timp, înzestrarea minimă cu refectoare, însă dezamăgire pentru creatorii de filme artistice - lipsa unui platou de filmare.
Tot în această perioadă de sfârșit al anilor 1930, se constituie „Oficiul Național Cinematografic”, condus de criticul de cinema D.I.Suchianu. Oficiul pentru început trece la realizarea unui jurnal de actualități periodic și realizarea unor documentare. Se începe și construirea unui studio care se va termina greoi datorită începerii celei de a doua conflagrații mondiale.Astfel O.N.C.-ul realizează documentarul „Țara Moților”, care primește la Festivalul de la Veneția din 1938 un premiu. Filmul este realizat de regizorul Paul Călinescu, constituind  intrarea documentarului românesc în domeniul artei cinematografice( A.N.F. Arhivat în 26 ianuarie 2008, la Wayback Machine., a doua). În timpul războiului, O.N.C.-ul este pus la dispoziția Statului Major al Armatei, majoritatea operatorilor fiind trimiși pe front, iar tehnicienii întrebuințați exclusiv pentru nevoile propagandei de război.
Cu toate aceste greutăți, în perioada 1941 - 1942, se reușește ca în „studioul” O.N.C.-ului să fie realizat filmul „O noapte furtunoasă”. Activitate pentru realizare filmului a fost o muncă de „Sisif” în condițiile războiului, atât pentru actori, operator, electricieni de platou, secretară de platou, manipulatori decoruri, recuziteri. Toate exterioarele au trebuit fi construite în micuțul studio de 18x11 m, destinat înregistrărilor muzicale, dat fiind faptul că afară nu se putea lucra noaptea din cauza camumflajului. Pentru „panoramic” sau „travelling”, erau necesare combinarea a două, trei filmări a două, trei decoruri care trebuia să constituie un întreg. S-a procedat pe sistemul dacă a fost filmată o secvență, decorul se desface montându-se următorul. Au avut un singur lucru care nu le-a lipsit: pelicula. În final au fost folosiți 29000 m de peliculă negativă. Filmul „O noapte furtunoasă” este realizat de regizorul Jean Georgescu, după comedia lui Ion Luca Caragiale cu același nume; asistenți regie Ionel Iliescu, Virgil Stoenescu, I. Marinescu, P. Băleanu; operator Gerard Perrin (Paris); Sunet ing.A.Bielisici, V.Cantunari, G.Mărăi; montaj Ivonne Herault (Paris) și Lucia Anton: machiaj soții Sturh (Berlin); coregrafia Emil Bobescu; muzica Paul Constantinescu; decoruri arh. Ștefan Norris; schițe de decoruri și costume Aurel Jiquidi; direcția de producție Ion Cantacuzino; interpreți Al. Giugaru, Maria Maximilian, Florica Demion, Radu Beligan, Iordănescu Bruno, G. Demetru, Ion Baroi, G. Ciprian, Miluță Ghiorghiu, Leontina Ioanid, Doina Missir, Iuliana sym, Cornelia Teodosiu, Elena Bulandra, Vasiliu Falti, Lică Rădulescu, Ion Stănescu, N. Teodoru, O. Rocos, Iancu Constantinescu, Jean Mascopol. Premiera 22 martie 1943 la cinema „ARO”. Acesta este primul și ultimul film realizat de O.N.C., un film care a rămas multă vreme punct de referință în cinematografia românească.
Însă producția de film continuă. O societate româno-italiană, „Cineromit„, va trece în anul 1944 producția filmului „Visul unei nopți de iarnă”, sub regia lui Jean Georgescu, după piesa lui Tudor Mușatescu. Filmul este terminat spre sfârșitul anului 1945, datorită evenimentelor războiului. Echipa tehnică în mare este cea de la „O noapte furtunoasă”, cu operator francez Louis Behrend. Actori G.Demetru, Ana Colda, Maria Filotti, Mișu Fotino,Radu Beligan. Premiera 2 martie 1946.,cinema „Excelsior”. 
Urmează câteva producții realizate în cooperare cu studiouri daneze și maghiare de o companie „Balcan-Film Company” București, cu o apariție meteorică. Amintim „Allo București”, „Furtul din Arizona” și „Două lumi și o dragoste”, toate în 1946.
Se mai remarcă în anul 1946, producția „Pădurea îndrăgostiților”, a casei de film „Doina-Film”,în care găsim echipa tehnică de la O.N.C., regizor și operator Cornel Dumitrescu.